# Lettner-Verlag
Der Lettner-Verlag war ein der Evangelischen Kirche Berlin-Brandenburg nahestehender Verlag mit Sitz in Berlin-Dahlem.
Der Verlag wurde nach dem Ende des Zweiten Weltkrieges gegründet. Zu seinen ersten Schriften gehörte die Erstveröffentlichung der Gefängnisgedichte Dietrich Bonhoeffers unter dem Titel Auf dem Weg zur Freiheit, die sechs Auflagen erlebte.
Lettner publizierte das Gesamtwerk von Heinrich Vogel und Karl Kupisch, die beide an der Kirchlichen Hochschule Berlin lehrten.
In den 1960er Jahren fanden sich auch gesellschaftspolitische Themen im Programm, so etwa Tilman Zülchs Biafra, Todesurteil für ein Volk? und Soll Biafra überleben? sowie Helmut Simons Freiheitliche Verfassung und Demonstrationsrecht.
Im literarischen Bereich pflegte und betreute Lettner das Spätwerk von Gerhart Pohl.
1970 stellte der Verlag seine Arbeit ein, sein Archiv wurde vom Evangelischen Zentralarchiv in Berlin übernommen.